# Doktor House (5. évad)
Ez az oldal a Doktor House című televíziós kórházsorozat ötödik évadával foglalkozik.
Az ötödik évadot 2008. szeptember 16. és 2009. május 11. között vetítette a Fox Broadcasting Company. Hazánkban a TV2 sugározta 2009. március 18. és 2010. március 3. között. Az évadot az AXN ismételte először.
A Mediametrie nevű tévés nézettségelemző cég adatai szerint ismét ez a sorozat volt a legnézettebb Európában: Franciaországban 9,3 milliós átlagnézettséggel ment hetente, de nálunk is átlagosan egymillió nézője volt a két csatornán.
Az évad legfontosabb szála House széthullása. Hallucinálni kezd a Vicodintól - ilyenkor a halott Amberrel beszélget vagy Cuddyval szeretkezik - s ezáltal igencsak aktuálissá válik gyógyszerfüggésének kezelése, ami az évadzáró epizódban veszi kezdetét. Wilson nehezen küzd meg a gyásszal, Kutner meghal (megformálója, Kal Penn a Fehér Házban kapott munkát, ezért kiszállt a sorozatból), 13 a Huntington-kórral kínlódik, Cuddy gyermeket fogad örökbe, míg Cameron és Chase végre összeházasodnak.

## Szereplők
- Hugh Laurie (Dr. Gregory House) – magyar hangja Kulka János
- Lisa Edelstein (Dr. Lisa Cuddy) – magyar hangja Györgyi Anna
- Omar Epps (Dr. Eric Foreman) – magyar hangja Holl Nándor
- Robert Sean Leonard (Dr. James Wilson) – magyar hangja Szabó Sipos Barnabás
- Jesse Spencer (Dr. Robert Chase) – magyar hangja Fekete Zoltán
- Jennifer Morrison (Dr. Allison Cameron) – magyar hangja Zsigmond Tamara
- Peter Jacobson (Dr. Chris Taub) – magyar hangja Kapácsy Miklós
- Olivia Wilde (Dr. Remy 'Tizenhármas' Hadley) – magyar hangja Kéri Kitty
- Kal Penn (Dr. Lawrence Kutner) – magyar hangja Bozsó Péter
- Anne Dudek (Dr. Amber Volakis) – magyar hangja Timkó Eszter
- Michael Weston (Lucas "The P.I." Douglas) – magyar hangja

## Cselekmény
|  | Alább a cselekmény részletei következnek! |

| 1 | Dying Changes Everything / A halál mindent megváltoztat | Diffúz lepromás lepra                                                                     | 2008. szeptember 16. / 2009. március 18. |
| Wilson nincs jóban House-szal Amber halála óta, s fel is akar mondani a kórházban. Cuddy közben House-t próbálja rávenni, hogy kérjen bocsánatot Wilsontól és bírja maradásra. A beteg hangyákat hallucinál, 13 viszont Huntington kórban szenved. |                                                         |                                                                                           |                                          |
| 2 | Not Cancer / Nem rák                                    | Rákos őssejtek                                                                            | 2008. szeptember 23. / 2009. március 25. |
| Négy halott, egy haldokló és egy beteg: valamennyien ugyanattól a donortól kaptak egy-egy szervet. House magándetektívvel figyelteti Wilsont, majd konzultációs ürüggyel keresi fel a barátját, de ő továbbra sem akar hallani sem a kórházról sem House-ról. |                                                         |                                                                                           |                                          |
| 3 | Adverse Events / Kedvezőtlen kimenetel                  | Bezoár                                                                                    | 2008. szeptember 30. / 2009. április 1.  |
| House újsütetű magaándetektív-barátjával, Lucassal, (akinek szintén tetszik Cuddy) kompromittáló adatokat gyűjtet csapata tagjairól, miközben egy látástorzult festőről derül ki, hogy gyógyszerkísérletek alanya volt. |                                                         |                                                                                           |                                          |
| 4 | Birthmarks / Apajegyek                                  | Szögek elmozdulása az agyban mágnes hatására, vasmérgezés                                 | 2008. október 14. / 2009. április 8.     |
| House el sem akar menni apja temetésére, ezért Cuddy védőoltás helyett elkábítja az orvost, hogy Wilson elvihesse a gyászszertartásra. House szabotálni akarja az utat s a gyászbeszédet, mivel nem őriz jó emlékeket az elhunytról, és állítja, hogy nem a biológiai apja halt meg. Közben a csapat egy valaha Kínából örökbefogadott fiatal nő esetével birkózik, aki minden létező függőségben szenved. |                                                         |                                                                                           |                                          |
| 5 | Lucky Thirteen / A szerencsés Tizenhármas               | Sjögren-szindróma                                                                         | 2008. október 21. / 2009. április 15.    |
| A halálos betegségben szenvedő, önsorsrontó 13 alkalmi szeretője lesz rosszul a légyott után, s mint kiderül, azért ismerkedett meg a lánnyal, hogy House-hoz kerülhessen régi panaszával. Cuddy örökbe fogadott egy gyereket, amiben Wilson segített neki. A hír felkavarja House-t. |                                                         |                                                                                           |                                          |
| 6 | Joy / Élvezet                                           | Családi földközi-tengeri láz (Jerry és Samantha), tüdő-hypoplasia (Joy)                   | 2008. október 28. / 2009. április 22.    |
| Cuddy születendő babájának biológiai anyja hirtelen veszélybe kerül, s a magzat is beteg. A szerencsés szülés után a kismama meggondolja magát, mégsem adja örökbe a gyereket. House vigaszképp megcsókolja Cuddyt. Közben egy alvajáró, kokainista, érzelemszegény apa, s szintén érzéketlenségben szenvedő lánya okoz fejtörést a csapatnak.                                                             |                                                         |                                                                                           |                                          |
| 7 | The Itch / Vágyódás                                     | Ólommérgezés                                                                              | 2008. november 11. / 2009. április 29.   |
| Wilson mindent elkövet, hogy Cuddyt és House-t összehozza, de kerítőnői kísérlete kudarcba fullad: a két ember külön-külön vágyakozik egymásra a továbbiakban is. A beteg viszont semmilyen körülmények között sem hajlandó elhagyni a lakását, ami nem kis kihívást jelent a vele foglalkozó Cameronnak és Chase-nek.                                                                                     |                                                         |                                                                                           |                                          |
| 8 | Emancipation / Nagykorúság                              | Akut promyelocytic leukémia & Arzén mérgezés ("Sophia"), vas mérgezés (Jonah)             | 2008. november 18. / 2009. május 6.      |
| A 16 éves beteg összevissza hazudozik, de House úgyis rájön mindenre. Foreman klinikai kísérletekben akar részt venni, s közben egy kis srácot is megment. |                                                         |                                                                                           |                                          |
| 9 | Last Resort / Utolsó menedék                            | Melioidosis                                                                               | 2008. november 25. / 2009. május 13.     |
| Egy pisztollyal felszerelt túszejtő követeli, hogy vizsgálják meg. A csapat és a túszok bezárva Cuddy egyre inkább leamortizálódó irodájába, csak Cuddy jöhet-mehet a szükséges eszközökkel. A beteg minden neki beadandó gyógyszert először 13-on tesztel, aki rosszul is lesz a számára veszélyes szerektől.                                                                                             |                                                         |                                                                                           |                                          |
| 10 | Let Them Eat Cake / Miért nem esznek kalácsot?          | Örökletes coproporphyria (Amy), nincs diagnózis, House bérelte fel a nőt (Dedee)          | 2008. december 2. / 2009. május 20.      |
| Cuddy tönkrement irodája helyett House-ét használja, megharcolnak az asztal feléért, s mindent megtesznek azért, hogy a másikat kitúrják. Az aktuális beteg egy képmutató fitneszedző nő, aki valójában leszűkített gyomra miatt fogyott le. Foreman megkezdi 13 Huntingtonos kezelését. Eközben Kutner és Taub House nevében gyógyítanak betegeket az interneten, de melléfognak.                         |                                                         |                                                                                           |                                          |
| 11 | Joy To The World / Öröm a világnak                      | Eclampsia                                                                                 | 2008. december 9. / 2009. május 27.      |
| Egy 16 éves lányról kiderül, hogy nemrégiben szült, de a csecsemőt elrejtette. Cuddy megtalálja a babát és – mivel a gyerek anyja meghal – magához veszi a csöppséget. A csapat gondolatai közben a karácsonyi ajándékozás körül forognak. |                                                         |                                                                                           |                                          |
| 12 | Painless / Fájdalom nélkül                              | Epilepszia                                                                                | 2009. január 19. / 2009. szeptember 23.  |
| Már az öngyilkossággal is megpróbálkozott a páciens, aki éppúgy krónikus fájdalmakkal küzd, mint House. Cuddy több időt akar tölteni a kisbabával, s rájön, hogy ez nem fog menni a kórházvezetés mellett. Foreman és 13 kapcsolata bonyolódik. |                                                         |                                                                                           |                                          |
| 13 | Big Baby / Nagy gyerek                                  | Nyílt ductus arteriosus                                                                   | 2009. január 26. / 2009. szeptember 30.  |
| Cuddy a babával marad, s ideiglenesen átadja a vezetést Cameronnak, aki a House-szal való hatalmi harcot és a szívatást is kénytelen átvállalni. A beteg egy vért köhögő, House szerint túlontúl jóságos tanárnő. 13 placebót kap, Foreman gondban van, hogy beavatkozzon-e. |                                                         |                                                                                           |                                          |
| 14 | The Greater Good / Jó mindenek felett                   | Ectopic endometriosis                                                                     | 2009. február 2. / 2009. október 7.      |
| A beteg főzés órán lesz rosszul, s mint kiderül, valaha rákkutató-orvos volt, de meg akarta valósítani saját vágyait, ezért visszavonult. Ez persze elgondolkodtatja a csapat tagjait is arról, hogy mi fontos és mi nem. 13 szenved kísérleti gyógyszere mellékhatásaitól, Cuddy viszont visszatér, mert Cameron nem bírja tovább House-t és a posztot elviselni.                                         |                                                         |                                                                                           |                                          |
| 15 | Unfaithful / Hűtlen                                     | Wiskott–Aldrich-szindróma                                                                 | 2009. február 16. / 2009. október 14.    |
| A hajléktalanszállót üzemeltető hitehagyott papnak látomásai támadnak. House figyelmezteti 13-at és Foremant, hogy kapcsolatuk a munka rovására megy. Cuddy meghívja House-t a keresztelőre. |                                                         |                                                                                           |                                          |
| 16 | The Softer Side / A gyengédebb én                       | Kiszáradás és kontrasztanyag okozta nefropátia (Jackson), Metadon-függőség (House)        | 2009. február 23. / 2009. október 21.    |
| A tinédzser fiúnak női és férfi DNS-e is van. A gyerek nemét a szülők választották meg anélkül, hogy vele megbeszélték volna. 13 és Foreman úgy tesznek, mintha szakítottak volna. |                                                         |                                                                                           |                                          |
| 17 | The Social Contract / Társadalmi szerződés              | Doege-Potter szindróma                                                                    | 2009. március 9. / 2009. október 28.     |
| Egy könyvszerkesztő hirtelen gátlástalanul kimond mindent, amit gondol. Wilson és Taub titkol valamit, s ez idegesíti House-t. |                                                         |                                                                                           |                                          |
| 18 | Here Kitty / Cicc-cicc!                                 | Carcinoid tumor a vakbélben                                                               | 2009. március 16. / 2009. november 4.    |
| A szanatórium macskája azok mellé fekszik le, akik hamarosan meghalnak. A szanatóriumban dolgozó, s eléggé rémült páciens ki akarja magát vizsgáltatni, mivel mellé is leheveredett a cica. |                                                         |                                                                                           |                                          |
| 19 | Locked In / Bezárva                                     | Leptospirosis                                                                             | 2009. március 30. / 2009. november 11.   |
| A páciens kerékpárbalesetet szenved, s képtelen kommunikálni. Az ő perspektívájából látjuk a történetet, kínlódását, hogy észrevetesse: egyáltalán nem agyhalott. A szintén New Yorkban motorbalesetet szenvedő House kitalálja, hogyan kommunikálhat a férfival. |                                                         |                                                                                           |                                          |
| 20 | Simple Explanation / Egyszerű magyarázat                | Visceralis leishmaniasis (Charlotte); Cardioblastomycosis (Eddie)                         | 2009. április 6. / 2009. november 18.    |
| Egy idős házaspár mindkét tagja beteg lesz, ám a férfi állapota javulni kezd, ezért az asszony, aki hat hónapja ápolja férjét, neki akarja adni a szívét. A csapatnak közben Kutner halálával is meg kell birkóznia. |                                                         |                                                                                           |                                          |
| 21 | Saviors / Megmentők                                     | Sporotrichosis                                                                            | 2009. április 13. / 2009. november 25.   |
| Cameron a Chase-szel való vakációját is elhalasztja, hogy egy környezetvédőn segítsen. House azzal a feltétellel vállalja az ügyet, ha Cameron vezeti a csapatot. |                                                         |                                                                                           |                                          |
| 22 | House Divided / Megosztott House                        | Sarcoidosis                                                                               | 2009. április 27. / 2009. december 2.    |
| Egy siket tini a beteg, akinek az anyja elutasítja a lehetőséget, hogy fia újra halljon egy műtét után. House hallucinálni kezd a kialvatlanságtól. |                                                         |                                                                                           |                                          |
| 23 | Under My Skin / A bőre alá is                           | Gonorrhea (Penelope), Vicodin-függőség (House)                                            | 2009. május 4. / 2009. december 9.       |
| Egy balerina a beteg, akinek összeesik a tüdeje és lehámlik a bőre. House-t Amber kísérti. |                                                         |                                                                                           |                                          |
| 24 | Both Sides Now / Mindkét orcádat                        | Propylene-glycol mérgezés (Scott), Hasnyálmirigy tumor (Eugene Schwartz), Elmebaj (House) | 2009. május 11. / 2010. március 3.       |
| A beteg két agyféltekéje egymástól függetlenül működik, s osztott személyisége harcol egymással. House a Cuddyval töltött éjszaka következményeit latolgatja, amikor rádöbben, hogy mindent csak hallucinált. Cameron és Chase megtartják az esküvőt, miközben Wilson beszállítja House-t a Mayfield Pszichiátriai Klinikára.                                                                              |                                                         |                                                                                           |                                          |